# Kapuścińce (gmina)
Kapuścińce – dawna gmina wiejska w powiecie zbaraskim województwa tarnopolskiego II Rzeczypospolitej. Siedzibą gminy były Kapuścińce.
Gminę utworzono 1 sierpnia 1934 w ramach reformy na podstawie ustawy scaleniowej z dotychczasowych gmin wiejskich: Kapuścińce, Krasnosielce, Roznoszyńce, Sieniachówka, Sieniawa i Zarudeczko.
W 1937 przyznano obywatelstwo honorowe gminy Kapuścińce byłemu staroście powiatu zbaraskiego, Kazimierzowi Ringowi.
Pod okupacją zniesiona i przekształcona w gminę Roznoszyńce.